# 天主教基奧賈教區
天主教基奧賈教區（拉丁語：Dioecesis Clodiensis）是天主教會在義大利的一個教區。屬威尼斯宗主教區。

## 歷史
教區最早的教座位於馬拉莫科，首次有文獻記載的主教出現876年，1110年教區遷移至基奧賈，但直到1179年教區才改名。1451年前屬普拉多宗主教區，此後改屬威尼斯宗主教區。

## 現況
教區範圍包括羅維戈省東部和威尼斯省南部，2006年有教友124,000人，佔轄區總人口99.2%。教區下轄六十八個堂區，有116名司鐸。現任教區主教為阿德里安·泰薩羅洛。